# Liste deutschsprachiger Hörspiele
Auf dieser Liste werden bedeutende deutschsprachige Hörspiele gesammelt. Einen umfangreichen Überblick über die deutschsprachige Hörspielproduktion bieten frei zugängliche Datenbanken wie vor allem die ARD-Hörspieldatenbank für die deutschen und dieÖ1-Hörspieldatenbank für die österreichischen Produktionen (siehe Abschnitt Weblinks) mit dem größten Angebot, die Datenbanken HörDat und HspDat.to, mit weniger Einträgen, dafür aber auch mit Produktionen aus der Schweiz und Österreich, die auch ohne Kooperation mit deutschen Sendeanstalten entstanden sind. (Dopplungen zum Hörspielpreis der Kriegsblinden und dem Hörspiels des Monats sollten vermieden werden.)

## Hörspielklassiker

### 1924–1929
- Zauberei auf dem Sender. Versuch einer Sendespiel-Groteske. Das Stück wurde 1924 vom künstlerischen Leiter der Südwestdeutschen Rundfunkdienst AG in Frankfurt und späteren Intendanten der Berliner Funk-Stunde Hans Flesch geschrieben. Ursendung: 24. Oktober 1924, (SÜWRAG) Frankfurt am Main. Es ist nicht auf Tonträger erhalten. (1962 entstand beim hr ein Remake unter der Regie von Theodor Steiner.)[1]
- Das Käthchen von Heilbronn nach Heinrich von Kleist, Regie: Julius Witte, Mitteldeutsche Rundfunk AG (MIRAG) Leipzig, 21. November 1924
- Wallensteins Lager nach Friedrich Schiller, Regie: Alfred Braun, Berliner Funkstunde, 3. Januar 1925
- Der Thor und der Tod von Hugo von Hofmannsthal, mit Lothar Müthel (Claudio) und Alfred Braun (Tod), Regie: Alfred Braun, Berliner Funkstunde 19. Januar 1925
- Hanneles Himmelfahrt nach Gerhart Hauptmann, Komposition: Max Marschalk, Regie: Julius Witte, mit Lina Monard, Eugen Abesser, Mitteldeutsche Rundfunk AG (MIRAG), Leipzig, 25. Januar 1925
- Spuk von Rolf Gunold nach E.T.A. Hoffmann, Schlesische Funkstunde, Breslau, 21. Juli 1925
- Gefahr, das erste englische Rundfunkdrama von Richard Hughes, gilt als erstes Original-Hörspiel in Europa, mit Paul Ellmar, Edith Scholz und Karl Pündter, Nordische Rundfunk AG, Hamburg, 24. August 1925
- Napoleon oder Die hundert Tage von Fritz Walter Bischoff nach Christian Dietrich Grabbe, Regie: Fritz Walter Bischoff, Schlesische Funkstunde Breslau, 31. August 1926
- Der tote Tag von Ernst Barlach, Regie: Julius Witte, Mitteldeutsche Rundfunk AG (MIRAG), Leipzig, 2. Mai 1926
- Woyzeck nach Georg Büchner, Regie: Viktor Heinz Fuchs, Schlesische Funkstunde Breslau, 28. Juli 1926
- Herzog Theodor von Gothland von Alfred Braun und Klabund nach Christian Dietrich Grabbe, Komposition: Kurt Weill, Regie: Alfred Braun, Berliner Funk-Stunde, 1. September 1926
- Seeschlacht von Reinhard Goering, Regie: Fritz Walter Bischoff, Schlesische Funkstunde Breslau, 23. November 1926
- Das Meer von Kurt Heynicke, Komposition: Eugen Bodart, Bearbeitung und Regie: Manfred Marlo, SÜWRAG, Übertragung aus Kassel, 7. Dezember 1926
- Gobbi und der Clown von Alfred Otto Palitzsch, Bearbeitung (Musik): Horst Platen, Regie: Otto Alfred Palitzsch, Nordische Rundfunk AG (NORAG), Hamburg, 30. Dezember 1926
- Mann ist Mann von Bertolt Brecht mit Ernst Legal, Berliner Funk-Stunde, 18. März 1927
- Sahara – Eine Reise in Hörbildern von Walter Mehring, Regie: Alfred Braun, mit Walter Mehring, Berliner Funk-Stunde, 24. September 1927
- Macbeth von Bertolt Brecht u. Alfred Braun nach William Shakespeare, Regie: Alfred Braun, Berliner Funk-Stunde, 14. Oktober 1927
- Hallo! Hier Welle Erdball! von Fritz Walter Bischoff u. Werner Milch, Komposition: Edmund Nick, Regie: Victor Heinz Fuchs, mit Oskar Ludwig Brant, Friedrich Bischoff, Schlesische Funkstunde Breslau, 4. Februar 1928
- Othello, der Mohr von Venedig von William Shakespeare, Regie: Hermann Beyer, mit Fritz Kortner, Karl Pündter, Robert Bürkner, NORAG Hamburg, 17. Februar 1928
- Wettlauf von Rudolf Leonhard, Schlesische Funkstunde Breslau, 2. März 1928
- Kalkutta - 4. Mai von Bertolt Brecht u. Lion Feuchtwanger, Regie: Fritz Walter Bischoff, mit Paul Barnay, Schlesische Funkstunde Breslau, 20. April 1928
- Ingeborg von Curt Goetz, Regie: Hans Peter Schmiedel, Mitteldeutsche Rundfunk AG (MIRAG) Leipzig, 14. Juni 1928
- Michael Kohlhaas von Arnolt Bronnen nach Heinrich von Kleist, Berliner Funk-Stunde, 5. Oktober 1928
- Malmgreen von Walter Erich Schäfer, SÜRAG Stuttgart, 1929
- Orpheus von Rudolf Leonhard, Westdeutsche Funk-Stunde AG (WERAG), Köln, 15. Februar 1929
- Etagenhaus von Alfred Otto Palitzsch, NORAG Hamburg, 22. Februar 1929
- Drei Mann auf einer Scholle von Adolf Götz, NORAG Hamburg, 9. April 1929
- Der Flug der Lindberghs von Bertolt Brecht, Komposition: Paul Hindemith / Kurt Weill, Regie: Ernst Hardt, WERAG Köln, 28. Juli 1929
- Schwester Henriette von Hermann Kesser (1. Funkmonolog), Deutsche Stunde München, 12. August 1929
- Brigadevermittlung von Ernst Johannsen, Deutsche Stunde München, 17. Oktober 1929
- S.O.S. ... Rao Rao ... Foyn - „Krassin“ rettet „Italia“ von Friedrich Wolf, Komposition: Walter Goehr, Regie: Alfred Braun. Mit Alfred Braun, Ernst Busch, Karl-Heinz Stroux. Deutschlandsender, 5. November 1929
- Flucht nach Venedig von Georg Kaiser, mit Agnes Straub, Mitteldeutsche Rundfunk AG, (MIRAG) Leipzig, 13. November 1929
- Leben in dieser Zeit Radiorevue von Erich Kästner, Komposition: Edmund Nick, Regie: Fritz Walter Bischoff, mit Ernst Busch, Schlesische Funkstunde Breslau, 14. Dezember 1929

### 1930–1932
- Weekend von Walter Ruttmann, Regie: Walter Ruttmann, Berliner Funk-Stunde, 13. Juni 1930
- Dreigespräch aus einem Drama von Günter Eich, Regie: Eugen Kurt Fischer, Mitteldeutsche Rundfunk AG, (MIRAG) Leipzig, 14. März 1930
- Der Straßenmann von Hermann Kesser, Regie: Alfred Braun mit H. Vallentin, Alfred Braun, Max Bing, RRG - Berliner Funk-Stunde, 26. März 1930
- John  D. erobert die Welt von Friedrich Wolf, Berliner Funk-Stunde, 7. Mai 1930
- Flaubert vor dem Staatsanwalt von Walter Benjamin und Ludwig Marcuse, SWR Frankfurt, 26. Mai 1930
- Die Geschichte vom Franz Biberkopf von Alfred Döblin mit Heinrich George, Hilde Körber, Rudolf Assmann. Regie: Max Bing, Prod. RRG Berlin, 30. September 1930, Sendung wurde abgesetzt.
- Der Narr mit der Hacke von Eduard Reinacher, Komposition: Hans Ebert, Regie: Ernst Hardt, mit Hermann Probst, Kurt Ehrhardt, WERAG Köln, 11. Juli 1930
- Kabale und Liebe von Friedrich Schiller, Gastspiel Max Reinhardt, Berliner Funk-Stunde, 4. Oktober 1930
- Die Räuber von Friedrich Schiller, Gastspiel Leopold Jessner, Berliner Funk-Stunde, 10. Oktober 1930
- Berlin - letzte Ausgabe von Ernst Toller, Berliner Funk-Stunde, 4. Dezember 1930
- Stimmen im Kampf von Hermann Kasack, Berliner Funk-Stunde, 7. Dezember 1930
- Reiherjäger von Günther Weisenborn, 1931
- Alle Dinge tragen den Namen des Werks von Walter Bauer; Regie: Eugen Kurt Fischer, Mitteldeutsche Rundfunk AG (MIRAG) Leipzig, 5. Januar 1931
- Hamlet von Bertolt Brecht nach William Shakespeare, Komposition: Walter Gronostay, Regie: Alfred Braun, Berliner Funk-Stunde, 30. Januar 1931
- Treibjagd von Georg W. Pijet, Regie, Herbert Brunar, Schlesische Funkstunde Breslau, 28. Mai 1931
- Das Hörspiel vom Hörspiel von Friedrich Bischoff, Gerhard Menzel, Erich Kästner, Regie: Friedrich Bischoff, Schlesische Funkstunde Breslau, 27./28. Juli 1931
- Toter Mann von Karlaugust Düppengießer, Komposition: Hans Ebert, Regie: Ernst Hardt, mit Willi Umminger, Martha Walter, Paul Apel, Willi Stassar u. a., WERAG Köln, 23. Oktober 1931
- Das Stauwerk von Gerhard Menzel, Regie: Franz Josef Engel, Schlesische Funkstunde Breslau / Berliner Funkstunde, 30. November 1931
- Anabasis von Wolfgang Weyrauch und Ernst Glaeser, Sender Frankfurt, 4. Dezember 1931
- Was die Deutschen lasen, während ihrer Klassiker schrieben von Walter Benjamin, SWR Frankfurt, 16. Februar 1932
- Ur-Götz von Berlichingen von Johann Wolfgang von Goethe, mit Heinrich George, Sender München, 6. März 1932
- Radau um Kasperl von Walter Benjamin, Regie: Walter Benjamin, SWR Frankfurt, 10. März 1932
- Die heilige Johanna der Schlachthöfe von Bertolt Brecht, Regie: Alfred Braun, mit Fritz Kortner, Carola Neher, Helene Weigel, Ernst Busch, Berliner Funk-Stunde, 11. April 1932
- Trommel, Trommel, Gong von Eugen Kurt Fischer, Komposition: Geräuschstudio Mary Wigman, Regie: Eugen Kurt Fischer, mit Harry Langewisch, Jenny Schaffer, Mitteldeutsche Rundfunk AG (MIRAG) Leipzig, 27. April 1932
- Ein Warenhaus schließt von Wolfgang Weyrauch / Andreas Zeitler, MIRAG Leipzig, 12. Mai 1932
- Kleiner Mann - was nun? nach Hans Fallada, Berliner Funk-Stunde, 23. November 1932
- Der Ruf von Hermann Wilhelm d. i. Hermann Kasack, Komposition: Karl Knauer, Regie: Edlef Köppen, mit Ernst Busch, Robert Assmann, Erika Dannhoff, Reichs-Rundfunk-GesellschaftmbH (RRG) - Berliner Funkstunde, 12. Dezember 1932

### 1933–1945
- Weg in die Freiheit (mit A.-Bronnen-Finale) von Fred von Hoerschelmann, Komposition: Wilhelm Rettich, Regie: Arnolt Bronnen, mit Heinrich George, Lothar Müthel, Franziska Kinz, Berliner Funk-Stunde, 10. Januar 1933
- Symphonie der Arbeit von Hans Jürgen Nierentz, Musik: Herbert Windt, Regie: Werner Pleister, mit R. Aßmann, K. Bethke, H. Goedecke, RRG, 1. Mai 1933
- Der Prozeß Sokrates von Hans Kyser, Reichs-Rundfunk-Gesellschaft (RRG), 8. April 1934
- Verwehte Spuren von Hans Rothe, Komposition: Hanns Steinkopf, Regie: Gerd Fricke, mit Veit Harlan, C. Savio, 1935
- Indizien von Alfred C. Schröder, Regie: Gerd Fricke, mit W. Steinbeck, G. Totenburg, Fritz Rasp, Deutschlandsender, 1936
- Ein Mann kämpft mit seinem Traum von Ove (Otto Wilhelm) Ekelund und Günter Eich, Komposition: Rudolf Wagner-Régeny, Regie: Harald Braun, mit Mathias Wieman, Helga Marold, Robert Assmann, RRG, 23. November 1936
- Parkstraße 13 von Axel Ivers, Regie: Manfred Marlo, Reichssender Frankfurt, 1937
- Der Prozeß der Jeanne d'Arc zu Rouen 1431 von Anna Seghers, RTB - flämisches Programm, 1937
- Hans Sonnenstössers Traumspiel von Paul Apel / Harald Braun, Komposition: Mark Lothar, Regie: Harald Braun, mit Gustaf Gründgens, Theo Lingen, Lola Müthel, RRG, 6. Mai 1937
- Radium von Günter Eich, Regie: Gerd Fricke, Reichssender Berlin, 22. September 1937
- Das tote Herz von Josef-Martin Bauer, mit René Deltgen, RRG, 25. Februar 1938
- Ose von Sylt, Hörspiel in plattdeutscher Mundart von Hans Ehrke, Regie: Hans Marten-Hansen, mit Rudolf Beiswanger, Aline Bußmann, Käte Alving, Hamburg, 31. Oktober 1938
- Der Schicksalsweg der Grete Minde von Peter Huchel, Komposition: Hermann Ambrosius, Regie: Hans-Peter Schmiedel, Reichssender Leipzig, 22. Juni 1939
- Kalifornische Ballade von Ernst Ottwalt und Hanns Eisler, Komposition: Hanns Eisler, Flämischer Rundfunk, 1939
- Albert Ehrenstein von Walter Victor, Regie: Ernst Bringwolf, mit E. Lindner, H. Frick, J. Meyer, RDRS Studio Bern, 13. März 1939
- Spione! Verräter! Saboteure!, fünf Teile von W.E.Hintz / A.Prugel / K.Unselt, Regie: Max Bing, mit Carl Raddatz, C.Clausen, Paul Dahlke, Reichssender Berlin, Mai 1939
- 20 000 Dollar Belohnung von Wilhelm Heydrich, Regie: Kurt Pacqué, Reichssender Breslau, August 1939
- Aufstand in der Goldstadt von Günter Eich, Regie: Gerd Fricke, RRG, 9. Mai 1940
- Lukullus vor Gericht von Bertolt Brecht, Radio Beromünster (Schweiz), 12. Mai 1940
- Der Freiheitssender von Walter Mehring, Regie: Ernst Josef Aufricht, mit L. Stawitzky, Th. Goetz, H. Dyhrenfort, USA-Sender N.N., 5. Januar 1943
- Feuer im Schiff, Hörfolge in drei Teilen von Michael Graf Alexander, 14.–16. Februar 1944
- Prinz Friedrich von Homburg von Heinrich von Kleist, mit Horst Caspar, Gustav Knuth, Ursula Burg, Reichssender Berlin, Dezember 1944
- Das Spiel von Lanzelot, Fürsten von Dänemark, Regie: Albert Rösler, Zürich, 22. März 1945

### 1945–1950
- Befehl ist ausgeführt von Theodor Plivier, Berliner Rundfunk, 15. Juli 1945
- Der Kreidekreis von Klabund, Komposition: Hans-Hendrik Wehding, Regie: Cay Dietrich Voß, mit Horst Preusker, MDR-Sender Leipzig, 13. November 1946
- Draußen vor der Tür von Wolfgang Borchert, Komposition: Werner Haentjes, Regie: Ludwig Cremer, mit Hans Quest, Wolf von  Beneckendorff, NWDR Hamburg, 13. Februar 1947
- Was wäre, wenn ... von Axel Eggebrecht, Regie: Ludwig Cremer, mit Axel Eggebrecht, Werner Hinz, Inge Meysel, NWDR Hamburg, 9. März 1947
- Der 29. Januar von Ernst Schnabel, Regie: Ludwig Cremer mit G. Eilert, Manfred Steffen, I. Meysel, NWDR Hamburg, 16. Mai 1947
- Das Salzburger große Welttheater von Hugo von Hofmannsthal, Komposition: Wolfgang Zeller, Regie: Hanns Korngiebel, mit Fritz Genschow, Gudrun Genest, O. E. Hasse, Karl Hellmer, Walter Richter, RIAS Berlin, 25. Mai 1947
- Der Mordprozeß Mary Dugan von Christian Boehme nach Bayard Veiller, Regie: Gerd Beermann, mit Ch.Boehme, I.  Weyrather, SWF, 13. Juli 1948
- Während der Stromsperre von Berta Waterstradt, Komposition: Ferry Muhr und O. W. Jerochnik, Regie: Hanns Farenburg, mit Roma Bahn, Gerhard Bienert, Gina Presgott, Berliner Rundfunk, 11. Februar 1948
- Goethe erzählt sein Leben, 35-teilige Hörspielreihe von Hans Egon Gerlach, Regie: Ludwig Cremer (Teile 1 bis 3), Mathias Wieman (Teile 4 bis 35), mit Mathias Wieman (Goethe), Ludwig Cremer, Maria Wimmer u. v. a., NWDR Hamburg, 2. Januar bis 28. August 1949 in wöchentlichem Abstand
- Das Verhör des Lukullus von Bertolt Brecht, Komposition: Bernhard Eichhorn, Regie: Harald Braun, mit C. Hanft, H. Marold, Lina Carstens, BR, 27. April 1949
- Der Mond ging unter (The Moon Is Down) von John Steinbeck, Komposition: Franz Schneider-Facius, Regie: Hanns Korngiebel, mit Fritz Genschow, Walter Richter, Renée Stobrawa, Hilde Volk, Klaus Herm, RIAS Berlin, 19. Juli 1949
- Drei alte Männer von Gottfried Benn, Regie: Gert Westphal mit Gert Westphal, Oswald Döpke, Ernst Karchow, Radio Bremen, 29. November 1949
- Romeo und Julia von William Shakespeare, Komposition: Herbert Trantow, Regie: Alfred Braun, mit Klaus Kinski, Traute Bendach, Herbert Köfer u. v. a., Berliner Rundfunk, 25. Dezember 1949
- Du kannst mir viel erzählen von Christian Bock. Musik: Hans Martin Majewski, Regie: Ulrich Erfurth. Mit Heinz Rühmann und Elfriede Kuzmany. Prod.: NWDR, 1949.
- Die Übungspatrone von Otto Heinrich Kühner. Regie: Helmut Jedele. Prod.: SDR, 1950.
- Der brave Soldat Schwejk von Jaroslav Hašek, Regie: Carl Nagel, mit Karl Hellmer, Wolf Kaiser, Maximilian Larsen, MDR-Sender Leipzig, 7. Juni 1950
- Der Prozeß der Jeanne d'Arc zu Rouen 1431 von Anna Seghers, Komposition: Andre Asriel, Regie: Herwart Grosse, mit Margarethe Saalbach, F. Richter, E. Kahler, Deutschlandsender Ost-Berlin, 21. November 1950

### 1951–1955
- Darfst du die Stunde rufen? von Erwin Wickert (1. Hörspielpreis der Kriegsblinden 1951), Komposition: Hans Vogt, Regie: Walter Knaus, mit Elisabeth Höbarth, Walter Andreas Schwarz, SDR, 4. April 1951#
- Träume von Günter Eich. Musik: Siegfried Franz. Regie: Fritz Schröder-Jahn, mit Erich Schellow, Inge Meysel. Prod.: NWDR Hamburg, 19. April 1951
- Herhören, hier spricht Jesus Hackenberger von Walter Karl Schweikert, Komposition: Curt Beilschmidt, Regie: Werner Wieland, mit Willy A. Kleinau, Robert Aßmann, MDR-Sender Leipzig, 13. Juli 1951
- Der Prozeß von Franz Kafka. Regie: Willi Schmidt. Prod.: NWDR Berlin, 1951.
- Ein Geschäft mit Träumen von Ingeborg Bachmann, Regie: Walter Davy, mit W. Neuber, T. Servi, Sender Rot-Weiß-Rot/Wien, 1952
- Gestatten, mein Name ist Cox von Malcom F. Browne d. i. Rolf Becker, Komposition: Siegfried Franz / Hans-Martin Majewski, Regie: Hans Gertberg, mit Carl-Heinz Schroth, NWDR Köln, 1952
- Der Tiger Jussuf von Günter Eich, Komposition: Siegfried Franz, Regie: Kurt Reiss, mit Gisela Trowe, Wolfgang Wahl, NWDR Hamburg, 15. August 1952
- Der Besuch des Fremden von Walter Jens, Regie: Wilhelm Semmelroth, mit Hans Quest, Bernhard Minetti, SWF/BR/RB, 18. November 1952
- Nachtstreife von Heinz Oskar Wuttig, Regie: Peter Thomas, mit Horst Niendorf, Günter Pfitzmann, RIAS Berlin, 28. Januar 1953
- Das Schiff Esperanza von Fred von Hoerschelmann. Regie: Oskar Nitschke. Prod.: SDR, 1953. (Weitere Inszenierung unter der Regie von Otto Kurth, Komposition: Siegfried Franz, mit Karl Kuhlmann, Wolfgang Kieling, NWDR Hamburg, 26. März 1953)
- Die Mädchen aus Viterbo von Günter Eich, Komposition: Johannes Aschenbrenner, Regie: Fritz Schröder-Jahn, mit Inge Meysel, Klaus Kammer, Hans Lietzau, NWDR Hamburg, 21. Mai 1953
- Knöpfe von Ilse Aichinger, Komposition: Rolf Unkel, Regie: Otto Kurth, mit Lieselotte Köster, Heinz Reincke, u. a.,SDR, 16. Dezember 1953
- Das Jahr Lazertis von Günter Eich, Komposition: Siegfried Franz, Regie: Fritz Schröder-Jahn, mit Hans Paetsch, Wolfgang Wahl, NWDR Hamburg, 25. Januar 1954
- Herhören, hier spricht Hackenberger von Walter Karl Schweikert (Zweitproduktion), Komposition: Kurt Beilschmidt, Regie: Werner Wieland, mit Willy A. Kleinau, Robert Johannsen, Rundfunk der DDR, 28. Januar 1954
- Rip van Winkle von Max Frisch, Komposition: Siegfried Franz, Regie: Gert Westphal, mit Oskar Werner, Joseph Offenbach, NWDR Hamburg, 11. März 1954
- Novelle von Johann Wolfgang von Goethe, Komposition: Karl Sczuka, Regie: Max Ophüls, mit Oskar Werner, Käthe Gold, SWF, 18. April 1954
- Sabeth von Günter Eich, Komposition: Siegfried Franz, Regie: Gustav Burmester, mit Karl Kuhlmann, Gisela von Collande, NWDR Hamburg, 26. Mai 1954
- Der Sonderzug von Erich Kuby, Regie: Kurt Reiss, mit Paul Bildt, Maria Wimmer, Hans Christian Blech, NWDR Hamburg/HR/BR, 15. Juli 1954
- Unter dem Milchwald von Dylan Thomas, Musik: Siegfried Franz, Regie: Fritz Schröder-Jahn, mit Gisela von Collande, Paul Bildt u.v.a  Prod.: NWDR Hamburg/SWF, 20. September 1954. ISBN 3-89584-599-X
- Der Kaukasische Kreidekreis - Die Geschichte der Grusche von Bertolt Brecht, Musik: Paul Dessau, Regie: Isot Kilian, Bertolt Brecht, Rundfunk der DDR, 9. November 1954
- Genesung (3 Teile) von Karl Georg Egel und Paul Wiens, Komposition: Joachim Werzlau, Regie: Ingrid Fröhlich, mit Kurt Ulrich, Günther Simon, Erich Franz, Willi Narloch, Rundfunk der DDR, 7. Dezember 1954
- Damals im Park von Thomas Wolfe, Komposition: Werner Meissner, Regie: Hans Goguel, mit Fränze Roloff und Theodor Loos, SDR, 1954
- Das Schloß von Franz Kafka mit Gert Westphal. Regie: Karlheinz Schilling. Produktion: SWF/RB, 1954. (Hörbuchausgabe beim Audio Verlag - ISBN 3-89813-285-4)
- Ein grenzenloser Nachmittag von Martin Walser, Regie: Oskar Nitschke, mit Paul Hoffmann, Mila Kopp, SDR 1955
- Die japanischen Fischer von Wolfgang Weyrauch, Komposition: Johannes Weißenbach, Regie: Robert Michal, mit Wolfgang Büttner, Gertrud Kückelmann, BR 1955
- Herr Biedermann und die Brandstifter von Max Frisch, Regie: Friedrich Sauer, mit Wilfried Seyferth, Axel von Ambesser, BR, 26. März 1955
- Philemon und Baucis von Leopold Ahlsen, Komposition: Johannes Aschenbrenner, Regie: Fritz Schröder-Jahn, mit Paul Bildt, Hanns Lothar, NWDR Hamburg, 6. Oktober 1955
- Der Hochzeitsgast von Marie Luise Kaschnitz, Regie: Fränze Roloff, mit Mathias Wieman, HR, 26. September 1955
- Das schönste Fest der Welt von Siegfried Lenz, Komposition: Hans Martin Majewski, Regie: Hans Gertberg, mit Heinz Reincke, Heinz Klevenow, NWDR Hamburg, 17. November 1955

### 1956–1959
- Dame im Nebel - „Damen“-Krimis von Lester Powell, Komposition: Manfred Minnich, Regie: Albert C. Weiland, mit A. C. Weiland, Brigitte Dryander, SR 1956–64
- Die Panne von Friedrich Dürrenmatt, Komposition: Theo Rossmann, Regie: Walter Ohm, mit E. Schlott, Kurt Horwitz, BR/SDR, 17. Januar 1956
- An den Ufern der Plotinitza von Wolfgang Hildesheimer, Komposition: Siegfried Franz, Regie: Fritz Schröder-Jahn, mit Joachim Teege, Hannelore Schroth, NDR, 16. Juni 1956
- Das Gefängnis von Pont-l'Eveque von Rolf Schneider, Komposition: Heinz Jahr, Regie: Helmut Hellstorff, mit Wolf Kaiser, Herwart Grosse, Rudolf Wessely, Rundfunk der DDR, 5. November 1956
- Philemon und Baucis von Leopold Ahlsen, mit Carl Wery und Lina Carstens. Regie: Walter Ohm. Prod.: BR, 1955 (Auszeichnung: Hörspielpreis der Kriegsblinden, 1956)
- Am grünen Strand der Spree von und mit Hans Scholz, mit Ludwig Cremer. Musik: Hans-Martin Majewski. Regie: Gert Westphal. Prod.: SWF, 1956.
- Berta Garlan von Arthur Schnitzler, Komposition: Peter Zwetkoff, Regie: Max Ophüls, mit Gert Westphal, Käthe Gold, Bernhard Wicki, SWF, 6. November 1956
- Die Sekretärin von Dieter Wellershoff, Komposition: Siegfried Franz, Regie: Fritz Schröder-Jahn, mit Gisela von Collande, Inge Meysel, NDR, 8. November 1956
- Dickie Dick Dickens von Rolf Becker, Komposition: Walter Popper, Regie: Walter Netzsch, mit Carl-Heinz Schroth, BR 1957–61
- Abendstunde im Spätherbst von Friedrich Dürrenmatt, Regie: Gustav Burmeister, mit Ernst Schröder, W. Maertens, NDR, 7. März 1957
- … alle, die da fallen, von Samuel Beckett, Regie: Fritz Schröder-Jahn, mit Tilla Durieux, Siegfried Lowitz, NDR, 14. April 1957
- Die Spurlosen von Heinrich Böll, Regie: Fritz-Schröder Jahn, mit Erich Schellow, Wolfgang Lukschy, NDR, 8. November 1957
- Fahrerflucht von Alfred Andersch, Regie: Marcel Wall, mit Hans Christian Blech, Martin Held, SWF/RB, 19. November 1957
- Der gut Gott von Manhattan von Ingeborg Bachmann, Regie: Fritz-Schröder Jahm, mit Ernst Schröder, Horst Frank, BR/SWF/NDR, 29. Mai 1958
- Jeden Abend Kammermusik von Richard Hey, Komposition: Winfried Zilig, Regie: Oswald Döpke, mit Paul Verhoeven, Rolf Boysen, BR/SFB/RB, 8. Juli 1958
- Die Stunde des Huflattichs von Günter Eich, Komposition: Johannes Aschenbrenner, Regie: Fritz Schröder-Jahn, mit K. Stiehler, Fritz Rasp, BR/NDR, 11. November 1958
- Die Korrektur von Heiner Müller, Regie: Wolfgang Schonendorf, mit Hilmar Thate, Willi Narloch, Martin Flörchinger, Rundfunk der DDR, 13. November 1958
- Malmgreen von Walter Erich Schäfer, Regie: Kurt Hübner, mit Siegfried Lowitz, Charles Brauer, Hanns Lothar, NDR, 8. März 1959
- Flucht vor der Freiheit von Fred von Hoerschelmann, Komposition: Siegfried Franz, Regie: Fritz Schröder-Jahn, mit Heinrich George aus der Erstproduktion von 1932 und Wolfgang Wahl, NDR, 18. März 1959
- Der Tod des James Dean von Alfred Andersch. Mit Texten von John Dos Passos und Musik von Miles Davis. Regie: Friedhelm Ortmann, SWF/HR/RB, 1. September 1959
- Der Bär von Anton Tschechow, Regie: Rolf von Goth, mit Hilde Krahl, Eduard Wandrey, Walter Bluhm, SFB, 8. Oktober 1959
- Auf einem Maulwurfshügel von Franz Hiesel, Regie: Egon Monk, mit W. Kohut, H. Thimig, NDR/ORF Wien, 25. Oktober 1959
- Ballwechsel (1931: Stimmen im Kampf) von Hermann Kasack, Komposition: Johannes Aschenbrenner, Regie: Fritz Schröder-Jahn, mit Klausjürgen Wussow, Gerd Martienzen, NDR, 28. Oktober 1959

### 1960–1969
- Ein Heiratsantrag von Anton Tschechow, Regie: Peter Brang, mit Paul R. Henker, Marianne Wünscher und Wolfgang Lendrich, Rundfunk der DDR, 7. März 1960
- Herrn Walsers Raben, von Wolfgang Hildesheimer, Komposition: Siegfried Franz, Regie: Fritz Schröder-Jahn, mit Hanns Lothar, Elisabeth Flickenschildt, NDR, 16. März 1960
- Ein Mann steht vor der Tür von Brigitte Reimann und Siegfried Pitschmann, Regie: Theodor Popp, mit Waltraut Kramm, Günter Haack, Rundfunk der DDR, 3. August 1960
- Die Weiberbrigade, von Inge Müller, Regie: Wolfgang Schonendorf, mit Marianne Wünscher, Lotte Loebinger, Rundfunk der DDR, 9. November 1960
- Altweibersommer, von Gerhard Rentzsch, Komposition: Rolf Zimmermann, Regie: Hans Knötzsch, mit Erwin Geschonneck, Else Wolz, Werner Lierck, Rundfunk der DDR, 13. November 1960
- Raskolnikoff von Fjodor Michailowitsch Dostojewski. Bearbeitung: Otto Bielen. Regie: Raoul Wolfgang Schnell, WDR, 1960
- Aschenglut, von Samuel Beckett, Komposition: Bert Breit, Regie: Axel Corti, mit Attila Hörbiger, Paula Wessely, A. Corti, NDR/ORF Wien 1961
- Totentanz, von Wolfgang Weyrauch, Komposition: Johannes Aschenbrenner, Regie: Martin Walser, mit Robert Graf, R. Münch, NDR/BR, 14. Mai 1961
- Zum Tee bei Dr. Borsig von Heinrich Böll, Regie: Wolfgang Brunecker, mit Werner Pledath, Heinz Hinze, Ursula Braun, Gisela Rimpler u. a., Rundfunk der DDR 1961
- Der Tod ist kein Geschäft, von Max Messer d. i. Heiner Müller, Regie: Hans Knötzsch, mit Gerd Biewer, Harald Halgardt, Walter Niklaus, Rundfunk der DDR 1962
- Unter der Erde, von Wolfgang Hildesheimer, Regie: Heinz von Cramer, mit Heinz Reincke, Ruht Hellberg, NDR/BR, 14. Februar 1962
- Knöpfe von Ilse Aichinger, Komposition: Johannes Aschenbrenner, Regie: Fritz Schröder-Jahn, mit Wolfgang Wahl, Hanns Lothar u. a., NDR, 10. September 1962
- Klopfzeichen, von Heinrich Böll, Regie: Fritz-Schröder Jahn, mit Wolfgang Wahl, NDR/SWF, 10. Oktober 1962
- Drei Rosen aus Papier, von Manfred Bieler, Regie: Werner Grunow, Rundfunk der DDR, 21. Oktober 1962
- Geschichte eines Mantels, von Gerhard Rentzsch, Regie: Edgar Kaufmann, mit Erwin Geschonneck, Helga Raumer, Rundfunk der DDR, 28. Oktober 1963
- In der Sache J. Robert Oppenheimer von Heinar Kipphardt. Regie: Fritz Schröder-Jahn. Prod.: BR/WDR, 1963. (1982 von Werner Grunow für den DDR-Rundfunk inszeniert.)
- Anna Laub, von Jakov Lind, Komposition: Enno Dugend, Regie: Oswald Döpke, mit Günter Strack, H.Mahnke, SDR/NDR, 15. April 1964
- Nachtprogramm, von Richard Hey, Regie: Fritz Schröder-Jahn, mit Hans Clarin, Heinz Schimmelpfennig, NDR, 22. April 1964
- Die Ermittlung, von Peter Weiss, Regie: Peter Schulze-Rohr, mit Fritz Straßner, Herbert Fleischmann, HR/BR/DLF/RB/SR/SFB/SWF/NDR/WDR/SRG, 25. Oktober 1965
- Die Ermittlung, von Peter Weiss, Komposition: Siegfried Matthus, Regie: Wolfgang Schonendorf, mit W. Ortmann, N. Christian, M. Flörchinger, Rundfunk der DDR, 26. Oktober 1965
- Besuchstag, von Jochen Ziem, Regie: Heinz Wilhelm Schwarz, mit M. Noack, L. Carstens, G. Strack, SWF, 12. November 1966
- Zwielicht, von Rolf Schneider, Regie: Otto Kurth, mit Friedrich Maurer und Lina Carstens, BR/WDR/HR, 16. November 1966
- Das Aquarium, von Christa Reinig, Regie: Raoul Wolfgang Schnell, mit G. Halenke, P. Roggisch, SDR, 19. Juli 1967
- Regina B. - Ein Tag in ihrem Leben, von Siegfried Pfaff, Regie: Fritz-Ernst Fechner, mit L. Tempelhof, N. Christian, W. Troegner, Rundfunk der DDR, 22. November 1967
- Fünf Mann Menschen, von Ernst Jandl und Friederike Mayröcker, Regie: Peter Michel Ladiges, mit G. Neutze, F.v.Bülow, G. Remus, SWF/BR, 4. November 1968
- Staatsbegräbnis, von Ludwig Harig, Regie: Johann M. Kamps, Trauerfeier für Konrad Adenauer, SR/WDR, 5. Februar 1969
- Das Kerbelgesicht, von Adolf Muschg, Regie: Oswald Döpke, mit N. Heesters, Alf Marholm, WDR, 26. Februar 1969
- Die Zerstörung eines Hörbeispiels, von Wolf Wondratschek, Regie: Heinz Hostnig, mit A. Richter, B. Dryander, WDR/BR/HR/SR, 6. November 1969
- Der Tribun, von Mauricio Kagel, Komposition: Mauricio Kagel, Regie: Mauricio Kagel, mit Mauricio Kagel, WDR, 19. November 1969

### 1970–1979
- Die Antigone des Sophokles von Bertolt Brecht nach Friedrich Hölderlin, Musik: Reiner Bredemeyer, Regie: Martin Flörchinger, Rundfunk der DDR, 8. Februar 1979
- Projekt Nr. 2, von Helmut Heißenbüttel, Regie: Raoul Wolfgang Schnell, mit Alois Garg, Kurt Lieck, WDR, 3. Juni 1970
- Scardanelli, von Stephan Hermlin, Komposition: Ruth Zechlin, Regie: Fritz Göhler, mit Winfried Wagner, Hilmar Baumann, Rundfunk der DDR, 9. September 1970
- Ganz in Weiß, von Rainer Werner Fassbinder, Komposition: Peer Raben, Regie: Fassbinder/Raben mit Kurt Raab, Hanna Schygulla, BR/HR/SDR, 16. Oktober 1970
- Der Chinese am Fenster, von Ror Wolf, Regie: Raoul Wolfgang Schnell, mit Christoph Bantzer, Michael Thomas, A.Garg, WDR/HR, 10. März 1971
- Reise um den Mond in 80 Feldern, von Oskar Pastior, Komposition: Ina Sackmann, Regie: Heinz Hostnig, mit Heiner Schmidt, M. Gerbert, WDR, 6. Mai 1971
- Mit der Zeit ein Feuer, von Günther Kunert, Regie: Wolfgang Schonendorf, mit Fred Düren, Wolf Kaiser, Norbert Christian, Rundfunk der DDR, 19. Mai 1971
- Preislied, von Paul Wühr, Komposition: Enno Dugend, Regie: Paul Wühr, mit Straßenpassanten, BR/NDR, 4. Juni 1971
- Portrait einer dicken Frau, von Günther Rücker, Komposition: Wolfgang Bayer, Regie: Günter Rücker mit Christa Lehmann, Kurt Böwe, Gerd Ehlers, Rundfunk der DDR, 22. November 1971
- Zwei Systeme, von Ingomar von Kieseritzky, Regie: Ulrich Gerhardt, mit Horst Bollmann, Otto Sander, RIAS Berlin, 18. Dezember 1971
- Crueland, von Hubert Wiedfeld, Regie: Klaus Mehrländer, mit Eva Garg, Kurt Lieck, WDR/NDR, 1. April 1972
- Keiner ist böse und Keiner ist gut, von Rainer Werner Fassbinder, Komposition: Peer Raben, Regie: Rainer Werner Fassbinder, mit Hanna Schygulla, Peer Raben, Sedlmayer, BR, 5. April 1972
- Private Galerie, von Karl Hermann Roehricht, Regie: Günter Rücker, mit Wilhelm Gröhl, Gerd Biewer, Dieter Wien, Rundfunk der DDR, 12. Juni 1972
- Ehrenhändel, von Günter Kunert, Regie: Wolfgang Schonendorf, mit Jürgen Holtz, Klaus Piontek, Dieter Mann, Rundfunk der DDR, 8. November 1972
- Wenn die Sonne sinkt, ist für manche..., von Elfriede Jelinek, Regie: Oto Düben, mit H. Anders, Martin Benrath, SDR/BR, 16. November 1972
- Randbewohner, von Joachim Walther, Komposition: Wolfgang Preissler, Regie: Werner Grunow, mit Jutta Hoffmann, Erika Pelikowski, Rundfunk der DDR, 23. Juni 1974
- Goldbergvariationen, von Dieter Kühn, Regie: Heinz von Cramer, mit Ernst Jacobi, BR/HR, 28. Juni 1974
- Ein altes Modell, von Joachim Nowotny, Regie: Walter Niklaus, mit Kurt Böwe, Jörg Gudzuhn, Wolfgang Winkler, Rundfunk der DDR, 2. Oktober 1974
- Die Mondnacht, von Stanislaw Lem, Regie: Dieter Hasselblatt, mit Bodo Primus, H.M.Neutze, BR/NDR/SDR/SFB, 3. Mai 1976
- Fernsehabend, von Urs Widmer, Regie: Urs Widmer, mit D. Eppler, E. Schwarz, SWF, 6. Mai 1976
- Ein anderer K., von Günter Kunert, Komposition: Reiner Bredemeyer, Regie: Horst Liepach, mit Jürgen Hentsch, Jürgen Holtz, Rundfunk der DDR, 26. August 1976
- Ich will nicht leise sterben von Martin Stephan. Musik: Reiner Bredemeyer. Regie: Joachim Staritz. Prod.: Rundfunk der DDR, 1976.
- Die Grünstein-Variante, von Wolfgang Kohlhaase, Komposition: Tilo Medek, Regie: G. Rücker u. B. Plensat, mit Kurt Böwe, Rolf Ludwig, Horst Hiemer, Rundfunk der DDR, 25. Dezember 1976
- Die Grünstein-Variante, von Wolfgang Kohlhaase, Komposition: Wolfgang Bayer, Regie: G. Rücker u. B. Plensat, mit Kurt Böwe, Wolfgang Greese, Horst Hiemer, Rundfunk der DDR, 8. Mai 1977 (Zweitproduktion - PRIX ITALIA 1977)
- Frühstücksgespräche in Miami, von Reinhard Lettau, Komposition: Peter Zwetkoff, Regie: Walter Adler, mit Hans Korte, Traugott Buhre, SDR/HR/WDR, 27. April 1978
- Weißmann und Rotgesicht, von George Tabori, Komposition: Birger Heymann, Regie: Jörg Jannings, mit G. Tabori, L. Hanisch, Heinz Hoenig, NDR, 31. Mai 1978
- Balzacs Pferd, von Gert Hofmann, Regie: Heinz von Cramer, mit Dieter Borsche, C. Bork, BR/SDR/NDR, 3. November 1978
- Der Fahrer und die Köchin, von Albert Wendt, Komposition: Reiner Bredemeyer, Regie: Joachim Staritz, mit Ursula Karusseit, Kurt Böwe, Rundfunk der DDR, 22. Mai 1979
- Mutters Courage, von George Tabori, Komposition: Stanley Walden, Regie: Jörg Jannings´, mit G. Tabori, B. Kahn, D. Jacobsen, RIAS / NDR / SDR, 10. September 1979
- Jakob und sein Herr von Denis Diderot, Komposition: Hans Magnus Enzensberger, Regie: Manfred Marchfelder, mit Stefan Wigger, Klaus Herm, Otto Sander, Lothar Blumhagen, Saarländischer Rundfunk / SWF, 1979

### 1980–1989
- Das klare Wort der Schrift, von Ernst-Frieder Kratochwil, Komposition: Volker Bräutigam, Regie: Wolfgang Schonendorf, mit Kurt Böwe, Dieter Mann, Horst Hiemer, Rundfunk der DDR, 9. November 1980, die Erstinszenierung von Joachim Staritz mit Alexander Lang und Gunter Zschäckel war verworfen worden, blieb als Heimtonband-Kopie erhalten und erfuhr 18 Jahre später ihre Veröffentlichung bei MDR KULTUR.
- Jazz am Grab, von Arne Leonhardt, Komposition: Hermann Anders, Regie: Werner Grunow, mit Dieter Mann, Ezard Haußmann, Dieter Wien, Günter Junghans, Rundfunk der DDR, 21. März 1981
- Per Anhalter ins All, von Douglas Adams, Komposition: Frank Duval, Regie: Ernst Wendt, mit Siemen Rühack, Rolf Boysen, Felix von Manteuffel, BR/SWF/WDR, 28. Dezember 1981
- Der Ackermann und der Tod. Nach der gleichnamigen Erzählung von Johannes von Saaz. Hörspiel von Gunnar Müller-Waldeck. Klavierimprovisation: Burghard Meier. Regie: Barbara Plensat, mit Jürgen Holtz, Martin Seifert und Wolfgang Heinz, Prod.: Rundfunk der DDR, 1981.
- Sie müssen jetzt gehen, Frau Mühsam, von Irina Liebmann, Regie: Barbara Plensat, mit Franziska Troegner, Katja Paryla, Rundfunk der DDR, 13. November 1982
- Isa und ich drei Wochen im Paradies von Margarete Jehn. Regie: Arturo Möller. Prod.: SWF, 1982.
- Der Meinungscontainer, von Jürgen Geers, Regie: Jürgen Geers, mit Kasselern u. documenta-Besuchern, HR/NDR/SFB, 1983
- Die Brautschau d. Dichters R. Walser..., von Gert Hofmann, Regie: Hans Rosenhauer, mit A. Eich, M. Spoerri, NDR, 22. Mai 1983
- Fulda-Gap, von Paul Kohl, Regie: Pau Kohl, mit Bürger Hessens, HR/SFB/SWF, 17. Oktober 1983
- Cordoba oder Die Kunst des Badens, von Melchior Schedler, Komposition: Peter Zwetkoff, Regie: Otto Düben, mit Peter Fitz, Wolfgang Reichmann, Brigitte Horney, SDR, 24. Juni 1984
- Verkommenes Ufer, von Heiner Müller, Komposition: Heiner Goebbels, Regie: Heiner Goebbels, mit Berliner Passanten, HR, 4. Oktober 1984
- Die Schatten, von Franz Fühmann, Komposition: Jens-Peter Ostendorf, Regie: Hans Rosenhauer, mit Gisela Trowe, Gerhard Garbers, NDR, 22. November 1984
- Die Befreiung des Prometheus, von Heiner Goebbels, Komposition: Heiner Goebbels, Regie: Heiner Goebbels, mit Heiner Müller, Otto Sander, Angela Schanelec, HR/SWR, 2. Oktober 1985
- Die Reisebegegnung von Anna Seghers, Regie: Fritz Göhler, mit Ezard Haußmann, Wolfgang Dehler, Udo Schenk u. a., Rundfunk der DDR, 19. November 1985
- Das blaue Licht, von Franz Fühmann, Komposition: Reiner Bredemeyer, Regie: Barbara Plensat, mit Reiner Heise, Ulrike Krumbiegel, Rundfunk der DDR, 29. April 1986
- Der Name der Rose von Umberto Eco. Bearbeitung: Richard Hey. Regie: Otto Düben. Prod.: BR/SWF/NDR, 1986.
- Leben und Tod des Kornettisten Bix Beiderbecke aus Nord-Amerika von Ror Wolf, Regie: Heinz Hostnig, mit Walter Gontermann, Michael Thomas, Christian Brückner, SWF/HR/NDR/WDR, 12. Februar 1987
- Untergang des Egoisten Fatzer von Bertolt Brecht, Musik: Einstürzende Neubauten, Regie: Heiner Müller, mit Jörg-Michael Koerbl, Werner Hennrich, Frank Castorf, Ulrich Zieger Rundfunk der DDR, 11. Februar 1988
- Steig der Stadt aufs Dach von Katja Oelmann, Komposition: Helmut Zapf, Regie: Barbara Plensat, mit Gabriele Hänel, Rundfunk der DDR, 29. September 1988
- Bildbeschreibung von Heiner Müller, Komposition: Einstürzende Neubauten, Regie: Achim Scholz, mit David Bennent, Reiner Heise, Andrea Solter, Gerd Ehlers, Rundfunk der DDR, 14. November 1988
- Ein Nebulo bist du von Jens Sparschuh, Regie: Norbert Schaeffer, mit Manfred Steffen, SR/SWF/SDR, 14. September 1989

### 1990–1999
- Stille Helden siegen selten von Karl-Heinz Schmidt-Lauzemis und Ralph Oehme, Regie: Karl-Heinz Schmidt-Lauzemis und Ralph Oehme, mit Leipziger Passanten, HR/Sachsen Radio/SFB, 8. Oktober 1990
- Zum Tee bei Dr. Borsig von Heinrich Böll, Regie: Ulrich Gerhardt, mit Hans Korte, Uwe Friedrichsen, Ingrid Andree, Christiane Eisler, hr/SWR 1990
- Die sehr merkwürdigen Jazzabenteuer des Herrn Lehmann von Horst Giese, Regie: Horst Giese, aller Rollen: Horst Giese, RIAS/Autorenproduktion, 4. Januar 1991
- Herr der Ringe von J.R.R. Tolkien/Peter Steinbach, Komposition: Peter Zwetkoff, Regie: Bernd Lau, mit E. Schröder, M. Steffen, Rufus Beck, SWF/WDR, 1. September 1991
- Sense von Werner Fritsch, Komposition: Peter Zwetkoff, Regie: Norbert Schaeffer, mit Hans Brenner, SWF, 22. Oktober 1992
- Radio Inferno. Hörspiel in 34 Gesängen von Andreas Ammer. Regie: Andreas Ammer u. FM Einheit. Prod.: BR, 1993.
- Unser Boot nach Bir Ould Brini von Christian Geissler, Komposition: Cornelius Schwehr, Regie: Hermann Naber, mit Hannelore Hoger, Hans-Peter Bögel, Christian Geissler, SWF, 8. April 1993
- Apocalypse live. Ein Hörspiel in 22 Gesängen von Andreas Ammer / FM Einheit, Komposition: FM Einheit / Ulrike Haage, Regie: FM Einheit / Ulrike Haage, mit Phil Minton, Alex Hacke, Hanns Joachim Friedrichs, BR/Bayer. Staatssch./B.Staatsoper, 9. Dezember 1994
- Die Schule der Diktatoren von Erich Kästner, Komposition: Helmut Peschina, Regie: Thomas Holländer, mit Hans Teuscher, Hermann Treusch, Klaus Herm, Dieter Ranspach, DLR/ORF, 1994
- Sofies Welt von Jostein Gaarder / Richard Hey, Komposition: Peter Zwetkoff, Regie: Hartmut Kirste, mit Christoph Bantzer, Matthias Habich, Ulrike Bliefert, SWF/MDR, 6. März 1995
- Der Krieg geht zu Ende von Walter Kempowski, Regie: Walter Adler, HR/BR, 7. Mai 1995
- Frauentags Ende oder Die Rückkehr nach Ubliaduh von Fritz Rudolf Fries, Regie: Wolfgang Rindfleisch, mit Winfried Glatzeder, Manfred Krug, E.Esche, MDR, 3. Oktober 1995
- Compagnons und Concurrenten oder Die wahren Künste von Ingomar von Kieseritzky, Regie: Joachim Staritz, W. Jakob, D. Mann, J. Holtz, SDR/DLR, 11. April 1996
- Die graue staubige Straße von Ilona Jeismann / Peter Avar, Regie: Ilona Jeismann / Peter Avar, mit D. Mann, W Wagner, K. Manchen, J. Hentsch, SFB, 4. November 1997
- Rafael Sanchez erzählt: Spiel mir das Lied vom Tod von Eberhard Petschinka / Rafael Sanchez, Komposition: Wolfgang Mitterer, Regie: Eberhard Petschinka, mit Rafael Sanchez, Norbert Schwientek, J. Minetti, WDR/MDR/ORF, 11. März 1998
- Das klare Wort der Schrift, Musik: Volker Bräutigam, Regie: Joachim Staritz, mit Alexander Lang (Müntzer), Günter Zschäckel (Luther) und Fred-Arthur Geppert, Erstsendung der verworfenen Erstproduktion von 1980, die als Heimtonband-Kopie erhalten geblieben war: 27. Oktober 1998, MDR KULTUR
- Unter dem Gras darüberd.d Erinnerungen an 100 Jahre Deutschland von Inge Kurtz / Jürgen Geers, Regie: Inge Kurtz / Jürgen Geers, mit Unbekannten Zeitzeugen, HR, 28. November 1999
- Die Säulen der Erde von Ken Follett. Regie: Leonhard Koppelmann. Prod.: WDR, 1999.

### 2000–2009
- Der Zauberberg von Thomas Mann. Musik: Michael Riessler. Regie: Ulrich Lampen. Prod.: BR, 2000.
- Pitcher, von Walter Filz, Regie: Walter Filz, mit Walter Filz, Joachim Kerzel, WDR, 10. Oktober 2000
- Crashing Aeroplanes (Fasten your seat belts) von Andreas Ammer / FM Einheit, Regie: Andreas Ammer / FM Einheit, mit Martin Wuttke, Michael Tregor, R. Blunck, WDR/DeutschlandRadio, 18. Juni 2001
- Rosebud, von Christoph Schlingensief, Komposition: FM Einheit, Regie: Christoph Schlingensief, mit Volker Spengler, M. Wuttke, Sophie Rois, WDR, 4. März 2002
- Die Reise von Bernward Vesper, Regie: Klaus Buhlert, mit Bernhard Schütz, HR, 9. Oktober 2002
- 20.000 Meilen unter den Meeren von Jules Verne / Helmut Peschina, Komposition: Pierre Oser; Regie: Walter Adler, mit Gottfried John, Ernst Jacobi, Hermann Lause, MDR/Radio Bremen, 10. November 2003
- Unter dem Milchwald (Remake) von Dylan Thomas. Musik: Peter Kaizar. Regie: Götz Fritsch, mit Harry Rowohlt, Boris Aljinovic, Hilmar Thate, Irm Hermann, Ursula Karusseit, Ulrike Krumbiegel, Winfried Glatzeder, Fritz Lichtenhahn, Gerd Baltus, Gudrun Ritter, Karin Gregorek, Herbert Fritsch, Käthe Reichel, Stefan Wigger, Klaus Herm, Sophie Rois, Margit Bendokat, Carmen-Maja Antoni, Horst Hiemer, Hans-Joachim Hegewald, Klaus Manchen, Martin Seifert, Thomas Neumann u. a., Prod.: MDR, 2003.
- Parzivals Weg von Tankred Dorst mit Marc Hosemann, Tankred Dorst u. a. Musik: Andreas Bick. Regie: Beate Andres. Prod.: DKultur, 2005. (Nominiert für den „ARD-Online-Award“ (Memento vom 29. September 2007 im Internet Archive))

## Kriminalhörspiele
- Paul Temple und der Fall Curzon, mit René Deltgen, Elisabeth Scherer und Kurt Lieck, von Francis Durbridge. Komposition: Hans Jönsson. Regie: Eduard Hermann. NWDR, 1951
- Gestatten, mein Name ist Cox – Mord ist strafbar mit Carl-Heinz Schroth von Rolf Becker. Komposition: Siegfried Franz. Regie: Hans Gertberg. NWDR, 1952
- Paul Temple und der Fall Vandyke, mit René Deltgen, Annemarie Cordes und Kurt Lieck, von Francis Durbridge. Komposition: Hans Jönsson. Regie: Eduard Hermann. NWDR, 1953
- Paul Temple und der Fall Jonathan, mit René Deltgen, Annemarie Cordes und Kurt Lieck, von Francis Durbridge. Komposition: Hans Jönsson. Regie: Eduard Hermann. NWDR, 1954
- Paul Temple und der Fall Madison, mit René Deltgen, Ursula Langrock und Kurt Lieck, von Francis Durbridge. Komposition: Hans Jönsson. Regie: Eduard Hermann. NWDR, 1955
- Paul Temple und der Fall Gilbert, mit René Deltgen, Annemarie Cordes und Kurt Lieck, von Francis Durbridge. Komposition: Hans Jönsson. Regie: Eduard Hermann. WDR, 1957
- Paul Temple und der Fall Lawrence, mit René Deltgen, Annemarie Cordes und Kurt Lieck, von Francis Durbridge. Komposition: Hans Jönsson. Regie: Eduard Hermann. WDR, 1958
- Paul Temple und der Fall Spencer, mit René Deltgen, Annemarie Cordes und Kurt Lieck, von Francis Durbridge. Komposition: Hans Jönsson. Regie: Eduard Hermann. WDR, 1959
- Maigret und der gelbe Hund mit Leonard Steckel von Georges Simenon, Komposition: Hans Martin Majewski. Bearbeitung/Regie: Gert Westphal, SWF, 1959 (weitere Aufnahme mit Paul Dahlke, Regie: Heinz-Günter Stamm, BR, 1961)
- Paul Temple und der Fall Conrad, mit René Deltgen, Annemarie Cordes und Kurt Lieck, von Francis Durbridge. Komposition: Hans Jönsson. Regie: Eduard Hermann. WDR, 1960
- Paul Temple und der Fall Margo, mit René Deltgen, Annemarie Cordes und Kurt Lieck, von Francis Durbridge. Komposition: Hans Jönsson. Regie: Eduard Hermann. WDR, 1962
- Paul Temple und der Fall Genf, mit René Deltgen, Irmgard Först und Kurt Lieck, von Francis Durbridge. Komposition: Hans Jönsson. Regie: Otto Düben. WDR, 1966
- Paul Temple und der Fall Alex, mit Paul Klinger, Margot Leonard und Kurt Lieck, von Francis Durbridge. Komposition: Hans Jönsson. Regie: Otto Düben. WDR, 1967
- Das vierte Skalpell (4 Teile), mit Martin Hirthe, Enzi Fuchs, Arnold Marquis, Gert Haucke, Reinhold Bernt, von Hans Gruhl, Komposition: Wolfgang Wölfer, Regie: Curt Goetz-Pflug, WDR (erstes Stereo-Hörspiel des WDR), 1968
- Die Gentlemen bitten zur Kasse, mit Horst Tappert, Gerhard Lippert, Gerd Martienzen, Peter Schiff, Kurt Pratsch-Kaufmann, u. a., von Sándor Ferenczy, Regie: Sándor Ferenczy, SWF, 1968 (als Hörbuch auf CD bei music-e-motion, 2013)
- Dachse im Eulenlicht oder Die Suche des Peter Talion von Edward Boyd. Regie: Heiner Schmidt. Prod.: SWF, 1975
- Professor van Dusen, mit Friedrich W. Bauschulte und Klaus Herm, Hörspielserie in 77 Geschichten (79 Folgen) von Michael Koser, Regie: Rainer Clute [u. a.], RIAS und DLR Berlin, 1978–1999
- Der letzte Detektiv. SciFi-Krimiserie von Michael Koser. Regie: Heiner Schmidt [u. a.] Prod.: BR, 1984 ff.
- Die haarsträubenden Fälle des Philip Maloney. Krimiserie von Roger Graf. Prod.: SRF, 1989 ff. ISBN 3-251-94545-9
- Felidae von Akif Pirinçci. Bearbeitung: Thomas Hackenberg. Regie: Klaus Dieter Pittrich. Prod.: WDR, 1993
- Nobiltà. Commissario Brunettis siebter Fall von Donna Leon. Komposition: Henrik Albrecht. Regie: Leonhard Koppelmann. Prod.: SWR / DLR Berlin, 2000. ISBN 3-89584-815-8
- Fremde Blicke von Karin Fossum. Bearbeitung: Andrea Czesienski. Komposition: Hanna Hartman. Regie: Götz Naleppa. Prod.: DLR Berlin, 2001. ISBN 3-89813-205-6
- Vor dem Frost von Henning Mankell. Komposition: Jan-Peter Pflug. Bearbeitung und Regie: Sven Stricker. Prod.: Der Hörverlag, 2003. ISBN 3-89940-179-4
- Lady Bedfort. Hörspielserie in 100 Folgen von John Beckmann, Michael Eickhorst und Dennis Rohlin. Prod.: Hörplanet, Greenskull, 2007–2017
- Die Hinrichtung. Hörspielserie in 27 Folgen von Bernd Hesse und Silvia Walter. Regie: Matthias Kayales. Prod.: Pure FM, 2019

## Science-Fiction-Hörspiele
- Terra Incognita (8 Teile) von Philip Levene. Komponist: Walter Kabel. Regie: Wilm ten Haaf. Mit Horst Tappert und Heinz Schimmelpfennig, BR 1962.Länge: 384 Minuten
  - Weitere Produktion: Regie: Ferry Bauer. Mit Helmuth Wlasak und Emmerich Schrenk, ORF Oberösterreich 1968.Länge: 318:25 Minuten
- Fahrenheit 451 von Ray Bradbury. Bearbeitung: Carl Dietrich Carls. Regie: Günther Sauer, WDR, 1970
- Der Homoaudiovideograph von Reinhard Eichelbeck. Regie: Werner Klippert, SR, 1971 (EBU-Auszeichnung als Kurzhörspiel des Jahres)
- Professor Tarantogas Sprechstunde von Stanisław Lem. Regie: Dieter Hasselblatt, BR, 1977
- 1984 von George Orwell. Bearbeitung: Christoph Gahl. Musik: Friedrich Scholz. Regie: Manfred Marchfelder, RIAS / SWF, 1977
- Per Anhalter ins All. Sechsteilige Hörspielserie von Douglas Adams. Musik: Frank Duval. Regie: Ernst Wendt, BR / SWF / WDR, 1982
- Schöne neue Welt von Helmut Swoboda (nach Aldous Huxley). Regie: Wolf Euba, BR, 1984
- Eine Billion Dollar von Andreas Eschbach. Musik: Henrik Albrecht. Regie: Leonhard Koppelmann, SWR, 2003
- Der letzte Detektiv von Michael Koser, BR, 1984–2001
- Otherland von Tad Williams. Besteht aus 4 Teilen, 24 Folgen. Bearbeitung und Regie: Walter Adler, HR, 2004
- Tsunami über Deutschland von Heiner Grenzland, Musik und Regie: Heiner Grenzland (Original-Hörspiel), Länge: 50 Minuten, RBB, 2008

## Kinder- und Jugendhörspiele

### Produktionen öffentlich-rechtlicher Sender
- Das Charlottenburger Schlossgespenst (2 Teile) von Peter Lustig und Elfie Donnelly, Regie: Ulrich Herzog, mit Rudi Stark[2][3], Joachim Nottke, Joachim Pukaß, Hermann Ebeling, SFB, 21./28. Januar 1978

- Betonrosen und Feuerlilien von Margarete Jehn, Musik: David Jehn, Regie: Ursula Langrock, RB / NDR, 1990
- Radau an Bord. Herrn Noahs geheime Tagebücher (12 Teile) nach Avril Rowlands, Regie: Angeli Backhausen, mit Klaus Herm, Thessy Kuhls, Peter Fricke, WDR, 1998
- Prinzessin Maria vom Meere von Rolf Gozell, Musik: Trötsch, Regie: Wolfgang Rindfleisch, DLR Berlin, 1999
- Der Raritätenladen nach Charles Dickens, Regie: Christiane Ohaus, mit Jürgen Holtz, Klaus Herm, Dietmar Mues, RB, 2000 (2002 auch als Hörbuch)
- Einfach Schnickschnack nach Daniil Charms, Text und Regie: Stefan Hardt, HR / NDR, 2002
- Jungfrau Maleen nach Brüder Grimm, Text: Holger Teschke, Musik: Lutz Glandien, Regie: Barbara Plensat, DLR Berlin, 2003

Weitere Titel, siehe: Deutscher Kinderhörspielpreis und Kinderhörspielpreis des MDR

### Produktionen aus der DDR
- Die haarsträubenden Abenteuer des Detektivs Dick Dickson, von Hans Pfeiffer (13 Folgen), mit Herbert Köfer, Rundfunk der DDR, 1962–1968
- Die Richter des Friedrich Ludwig Jahn von Dieter Müller – Regie: Theodor Popp, mit Dieter Wien, Arno Wyzniewski, Ezard Haußmann u. a., Rundfunk der DDR, Ursendung: 6. Juni 1970
- Der Traumzauberbaum von Reinhard Lakomy (Komposition) und Monika Ehrhardt (Texte), Klaus Peter Albrecht, 1980
- Der Sauwetterwind von Albert Wendt, Regie: Christa Kowalski, Musik: Friedhelm Schönfeld, mit Klaus Manchen, Hans-Joachim Hanisch, Angelika Waller, Jürgen Hentsch u. a., Ursendung: 21. August 1982
- Die große Erfindung des kleinen Herrn Mutzelbach von Gerhard Schöne, Regie: Rüdiger Zeige, Musik: Gerhard Schöne, mit Detlef Bierstedt, Thomas Wolff, Helmut Müller-Lankow u. a., Ursendung: 1983
- Vogelkopp, von Albert Wendt, Regie: Norbert Speer, Musik: Reiner Bredemeyer mit Kurt Böwe, Katja Paryla, Klaus Piontek, Simone von Zglinicki, Hans Teuscher u. a., Ursendung: 29. Juni 1984
- Adrian und Lavendel von Albert Wendt, (Funkhaus Berlin), Regie: Karlheinz Liefers, mit Carmen-Maja Antoni, Klaus Piontek, Wolfgang Brunecker, Klaus Manchen, Axel Werner u. a., Ursendung: 7. August 1990

Weitere Titel, siehe: DDR-Kinderhörspielpreis

### Kommerzielle Produktionen
Zahlreiche Produktionen stammen aus dem Hause Europa (früher zu Miller, heute zu Sony BMG gehörend). Diese Hörspiele werden auf Tonträgern verkauft (früher noch Vinyl oder Kassette, heute CD) oder als mp3 vertrieben. Noch heute genießen Kinderhörspiele aus den 70er- und 80er-Jahren wie Die drei Fragezeichen und TKKG, zusammen mit der für sie komponierten Hörspielmusik, bei den Fans „Kultstatus“.
Weitere bekannte Serien:
Airwolf, Alf, Alfred J. Kwak, Asterix, Das A-Team, Benjamin Blümchen, Bibi Blocksberg, Burg Schreckenstein, Captain Blitz, Commander Perkins, Die Funkfüchse, Die Gruselserie, Die Playmos, Die Schlümpfe, Die Hexe Schrumpeldei, Elea Eluanda, Flash Gordon, Flitze Feuerzahn, Fünf Freunde, Fünf Geschwister, Gabriel Burns, Garfield, Die letzten Helden, Geisterjäger John Sinclair, Gruselkabinett (Hörspielserie), Hanni und Nanni, Hui Buh, Jan Tenner, Jerry Cotton, Käpt’n Kux & Co, Knight Rider, Larry Brent, Masters of the Universe, Perry Rhodan, Pizzabande, Point Whitmark, Pumuckl, Regina Regenbogen, Das Schloß-Trio und Scotland Yard.